# Handel House Museum

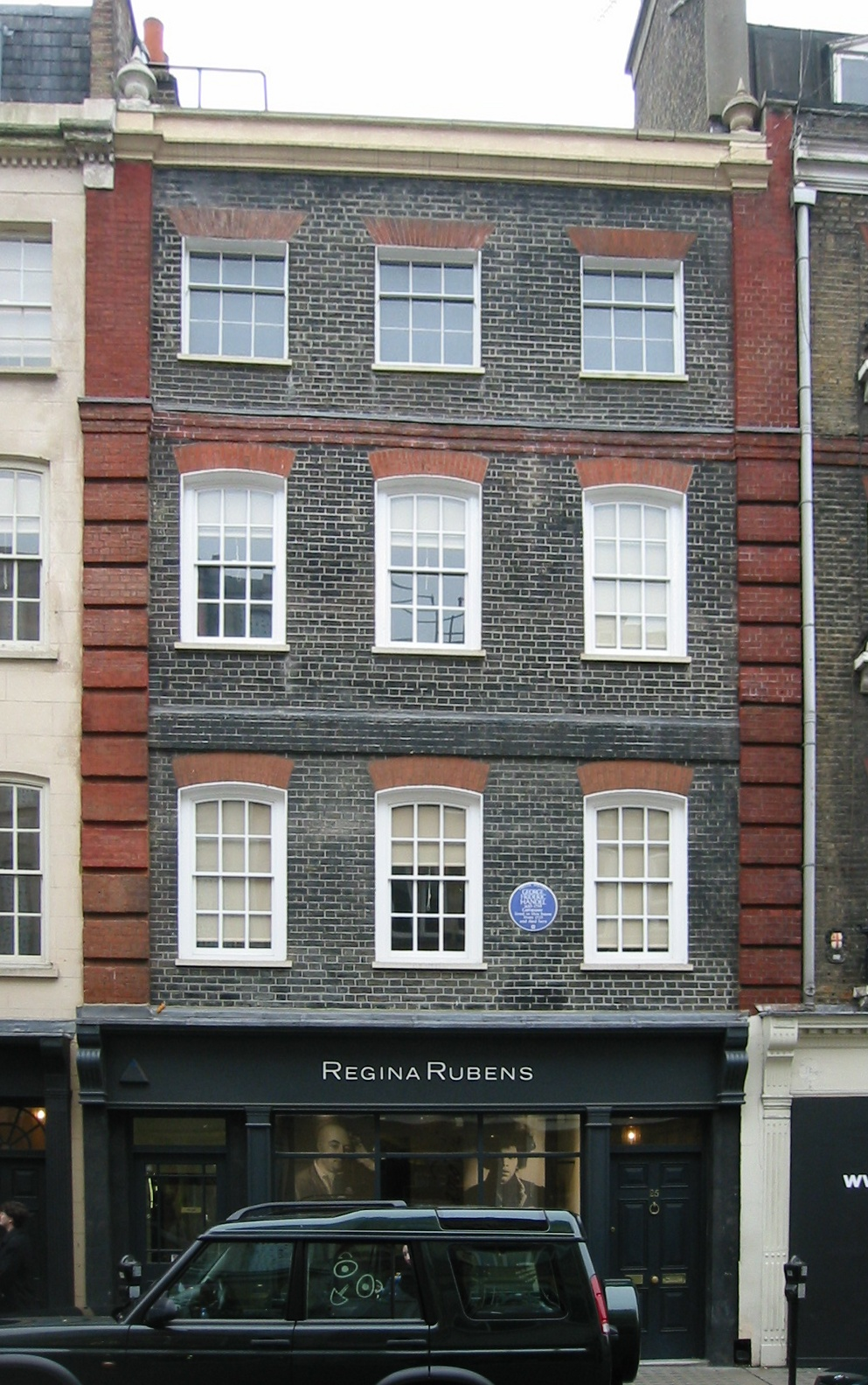
Handel House.

Handel House Museum (Händelmuseet) är ett museum i Mayfair, London över den tyskfödde tonsättaren Georg Friedrich Händels liv och verk. Händel flyttade till London 1712 och blev brittisk medborgare 1727. Han blev den förste som kom att bo i huset på Brook Street 25, som han hyrde från 1723 till sin död där 1759. Nästan alla hans verk efter 1723, bland dem många av hans mest kända operor, oratorier och ceremonimusik, skrevs och repeterades in här. Huset innehöll flera klaverinstrument, bland annat cembalor, klavikord, och en kammarorgel.
Museet öppnades 2001 av "Handel House Trust" som ett resultat av ett initiativ av Händelforskaren Stanley Sadie 1959. Det innehåller stil- och pietetsfullt renoverade rum i två plan, samt utställningsrum i det intilliggande huset.